# Avatar, la llegenda de la Korra
Avatar, la llegenda de la Korra (títol original: The Legend of Korra) és una sèrie de televisió d'animació estatunidenca creada per Bryan Konietzko i Michael Dante DiMartino per a Nickelodeon, on es va emetre del 14 d'abril del 2012 al 19 de desembre del 2014. És una seqüela d'Avatar: l'últim mestre de l'aire, amb un estil molt influït per l'anime i amb la majoria de l'animació a càrrec de la companyia sud-coreana Studio Mir i de la japonesa Studio Pierrot.
Com la sèrie predecessora, Avatar, la llegenda de la Korra està ambientada en un univers fictici en què algunes persones poden manipular o "dominar" algun dels quatre elements (aigua, terra, foc i aire). Només una persona, l'avatar, pot dominar-los tots quatre, i és responsable de mantenir l'harmonia al món. La sèrie segueix les aventures de l'avatar Korra, la reencarnació de l'Aang, el protagonista de la sèrie anterior.
La sèrie va obtenir la millor dada d'audiència mitjana en una sèrie d'animació als Estats Units durant el 2015, amb 4,3 milions d'espectadors. Va ser molt ben rebuda per la crítica i comparada positivament amb Game of Thrones i amb les obres de Hayao Miyazaki, i ha guanyat diversos Premis Annie, un Premi Gracie i un Premi Daytime Emmy. A més, ha estat elogiada per la seva temàtica, que tracta de qüestions sociopolítiques com el malestar social i el terrorisme fruit de desigualtats civils, i pel fet d'introduir en una sèrie juvenil qüestions de raça, de gènere i d'orientació sexual.
El Canal Super3 va estrenar la sèrie doblada al català el 5 d'agost del 2019. El 25 d'agost de 2023 el doblatge en català es va incorporar al catàleg de Netflix.

## Episodis
Inicialment, la producció havia de ser una minisèrie de 12 episodis. Nickelodeon va preferir una sèrie de 26 capítols, en lloc de la proposta dels creadors d'una pel·lícula basada en les novel·les gràfiques The Promise, The Search i The Rift, que són seqüeles d'Avatar: l'últim mestre de l'aire. La sèrie es va ampliar posteriorment a 52 episodis, separats en quatre temporades, cadascuna de les quals explica una història independent. A partir del novè episodi de la tercera temporada, els capítols van deixar d'emetre's per televisió i van passar a distribuir-se a internet a causa de la baixada d'audiència.
|              | Temporades                 | Episodis | Data d'emissió                                    | Data d'emissió                                   |
| Estats Units | Temporades                 | Episodis | Catalunya                                         |                                                  |
| ------------ | -------------------------- | -------- | ------------------------------------------------- | ------------------------------------------------ |
|              | Primer Llibre: Aire        | 1-12     | 14 d'abril del 2012 a 23 de juny del 2012         | 5 d'agost del 2019 a 13 d'agost del 2019         |
|              | Segon Llibre: Els esperits | 13-26    | 13 de setembre del 2013 a 22 de novembre del 2013 | 13 d'agost del 2019 a 22 d'agost del 2019        |
|              | Tercer Llibre: Canvi       | 27-39    | 27 de juny del 2014 a 22 d'agost del 2014         | 22 d'agost del 2019 a 30 d'agost del 2019        |
|              | Quart Llibre: Harmonia     | 39-52    | 3 d'octubre del 2014 a 19 de desembre del 2014    | 2 de setembre del 2019 a 10 de setembre del 2019 |

## Argument
Avatar, la llegenda de la Korra està ambientada en el món fictici d'Avatar: l'últim mestre de l'aire, 70 anys després dels fets d'aquella sèrie. El món està separat en quatre nacions: les Tribus de l'Aigua, el Regne de la Terra, la Nació del Foc i els Nòmades de l'Aire. Algunes persones poden manipular amb telecinesi els elements associats a la seva nació (aigua, terra, foc o aire). El domini dels elements es fa amb exercicis físics i espirituals semblants a les arts marcials xineses. Només una persona, l'avatar, pot dominar tots quatre elements. Es reencarna cíclicament entre les quatre nacions i manté la pau i l'equilibri al món. Avatar, la llegenda de la Korra se centra en l'avatar Korra, una noia de disset anys de la Tribu de l'Aigua del Sud, successora de l'avatar Aang de L'últim mestre de l'aire. Com que encara no pot dominar l'aire, en Tenzin, el tercer fill de l'Aang i únic que ha heretat el domini de l'aire, li fa de mentor.

### Primer Llibre: Aire
En la primera temporada, la Korra s'acomiada dels seus pares a la Tribu de l'Aigua del Sud i se'n va a viure a Ciutat República, la capital de la República Unida de les Nacions, un estat sobirà multicultural sorgit després d'un conflicte civil a les colònies que la Nació del Foc tenia al Regne de la Terra, i fundat per l'avatar Aang i el Senyor del Foc Zuko. És una metròpoli a l'estil dels anys vint, que els creadors de la sèrie han descrit com "si Manhattan fos a l'Àsia". Els habitants comparteixen la passió pel domini dels elements, convertit en un esport en què dos equips formats per un mestre de la terra, un mestre de l'aigua i un mestre del foc s'han d'expulsar de la pista fent servir els dominis. El ràpid creixement tecnològic ha fet que el domini dels elements ja no es consideri espiritual, sinó que és el pa de cada dia i una eina més per a cometre delictes, participar en competicions esportives i fer activitats quotidianes. En aquest ambient, la Korra es fa amiga de dos germans orfes, en Bolin i en Mako, i també de l'Asami, filla d'un prestigiós enginyer de la ciutat, Hiroshi Sato, amo d'Indústries Futur. Els «igualitaristes», un grup terrorista que veu la divisió entre mestres i no mestres un greuge i una desigualtat, esdevindran una amenaça per als mestres de Ciutat República. Estan liderats per l'Amon, un home que pot anul·lar els poders dels mestres. La Korra i els seus nous amics, assistits per la cap de policia Lin Beifong i el general de les Forces Unides Iroh, hauran d'aturar-lo a ell i a en Tarrlok, un polític ambiciós que vol combatre els igualitaristes amb mètodes poc convencionals.

### Segon Llibre: Els esperits
L'acció de la segona temporada ocorre sis mesos després de la crisi dels igualitaristes, quan un grup d'esperits foscos comença a aterrir els habitants del món. La Korra demana ajuda al seu oncle Unalaq, el cap de la Tribu de l'Aigua del Nord, que és un home amb una connexió molt forta amb els esperits, i li aconsella que obri els portals que duen al món dels esperits. L'Unalaq, però, té uns altres plans: alliberar en Vaatu, l'esperit fosc, i així fer-se més poderós i controlar la Tribu de l'Aigua del Sud. Això l'enfronta a en Tonraq, el cap de la Tribu del Sud i pare de la Korra, cosa que encetarà una guerra civil entre les tribus de l'aigua. La Korra ha d'aturar alhora en Vaatu i el seu oncle, i per fer-ho ha de comprendre l'origen del cicle dels avatars. Coneix en Wan, el primer avatar, però en la batalla contra en Vaatu i l'Unalaq perd el seu vincle amb els avatars passats.

### Tercer Llibre: Canvi
La tercera temporada se centra en les conseqüències de la decisió de la Korra de mantenir oberts els portals que duen al món dels esperits. Això ha propiciat el renaixement d'una nació gairebé extingida, els nòmades de l'aire, perquè molts ciutadans no mestres han adquirit, de sobte, l'habilitat de dominar l'aire. Un d'aquests nous mestres de l'aire, en Zaheer, aprofita el nou poder per fugir de la presó i alliberar els seus antics companys, tots membres d'una societat secreta anarquista que vol posar fi a les Nacions assassinant els líders mundials i l'avatar per a assolir la «veritable llibertat». Durant la lluita, en Zaheer aconsegueix assassinar la Reina de la Terra i enverinar greument la Korra.

### Quart Llibre: Harmonia
La quarta i última temporada transcorre tres anys després de la derrota d'en Zaheer. La Korra encara no s'ha recuperat del tot de les seqüeles de l'enverinament, i decideix viatjar tota sola pel món per mirar de refer-se. Mentrestant, la Kuvira, una poderosa mestra del metall, s'ha fet càrrec del Regne de la Terra després del caos desfermat per l'assassinat de la Reina, i ara es nega a tornar el poder a l'impopular hereu, el príncep Wu. La Kuvira enceta així el nou Imperi de la Terra, amb l'objectiu de mantenir sota el seu tirànic control tots els territoris que havien format part del Regne de la Terra, inclosa la República Unida de les Nacions. La Korra necessita l'ajut de la Toph per a desfer-se completament del verí i els coneixements tècnics d'en Varrik i de l'Asami per a desmantellar la poderosa arma de la Kuvira que amenaça de destruir tot Ciutat República si el President Raiko no es rendeix incondicionalment davant de la Kuvira.

## Doblatge
| Personatge                 | Veu original         | Veu en català                       |
| -------------------------- | -------------------- | ----------------------------------- |
| Avatar Korra               | Janet Varney         | Maribel Pomar                       |
| Mako                       | David Faustino       | Marcel Navarro                      |
| Bolin                      | P. J. Byrne          | Marc Gómez                          |
| Asami Sato                 | Seychelle Gabriel    | Carla Mercader                      |
| Tenzin                     | J. K. Simmons        | Oriol Rafel                         |
| Lin Beifong                | Mindy Sterling       | Azucena Díaz                        |
| Jinora                     | Kiernan Shipka       | Anna Maria Camps                    |
| Ikki                       | Darcy Rose Byrnes    | Carla Torres                        |
| Meelo                      | Logan Wells          | Meritxell Ané                       |
| Pema                       | Maria Bamford        | Irene Miràs                         |
| Avatar Aang (jove)         | D. B. Sweeney        | desconegut                          |
| Avatar Aang (vell)         | D. B. Sweeney        | desconegut                          |
| Katara                     | Eva Marie Saint      | Esperança Domènech                  |
| Sokka                      | Chris Hardwick       | desconegut                          |
| Toph Beifong (jove)        | Kate Higgins         | desconegut                          |
| Toph Beifong (vella)       | Philece Sampler      | Azucena Díaz                        |
| Senyor del Foc Zuko        | Bruce Davison        | Xadi Mouslemeni Mateu               |
| Iroh (oncle d'en Zuko)     | Greg Baldwin         | Joan Massotkleiner / Eduard Itchart |
| Amon / Noatak              | Steve Blum           | Carles di Blasi                     |
| Tarrlok                    | Dee Bradley Baker    | Ramon Canals                        |
| Hiroshi Sato               | Daniel Dae Kim       | Paco Valls                          |
| Unalaq                     | Adrian LaTourelle    | Eduard Itchart                      |
| Desna                      | Aaron Himelstein     | Jaume Cuartero                      |
| Eska                       | Aubrey Plaza         | Berta Cortés                        |
| Tonraq                     | James Remar          | Santi Lorenz                        |
| Varrik                     | John Michael Higgins | Albert Mieza                        |
| Zhu Li                     | Stephanie Sheh       | Berta Cortés                        |
| president Raiko            | Spencer Garrett      | Enric Isasi-Isasmendi               |
| Iroh (net d'en Zuko)       | Dante Blasco         | Eduard Itchart                      |
| Bumi                       | Richard Riehle       | Domènech Farell                     |
| Kya                        | Lisa Edelstein       | Neus Sendra                         |
| Raava                      | April Stewart        | Roser Aldabó                        |
| Vaatu                      | Jonathan Adams       | Eduard Itchart                      |
| Avatar Wan                 | Steven Yeun          | Roger Isasi-Isasmendi               |
| Avatar Wan (vell)          | Stephen Stanton      | Josep Maria Mas                     |
| Zaheer                     | Henry Rollins        | Mark Ullod                          |
| Ghazan                     | Peter Giles          | Jaume Costa                         |
| Ming-Hua                   | Grey DeLisle         | Anna Maria Camps                    |
| P'Li                       | Kristy Wu            | Carme Calvell                       |
| Aiwei                      | Maurice LaMarche     | Pep Ribas                           |
| Reina de la Terra Hou-Ting | Jayne Taini          | Roser Aldabó                        |
| Gun                        | Mitchell Whitfield   | Josep Maria Mas                     |
| Kai                        | Skyler Brigmann      | Àlex Molina                         |
| Suyin Beifong              | Anne Heche           | Victòria Pagès                      |
| Opal                       | Alyson Stoner        | Meritxell Ané                       |
| Kuvira                     | Zelda Williams       | Melania Pérez                       |
| Baatar Jr.                 | Todd Haberkorn       | David Brau                          |
| Príncep Wu                 | Sunil Malhotra       | Sergi Mani                          |